# Henrique de Carvalho Nunes da Silva Anacoreta
Henrique de Carvalho Nunes da Silva Anacoreta (Santarém, Marvila, 12 de Junho de 1871 - Lisboa, Campo Grande, 3 de Dezembro de 1933) foi um político português.

## Biografia
Filho de José Manuel da Silva Anacoreta, 1.º Visconde de Silva Anacoreta, e de sua mulher Júlia Amélia de Carvalho Nunes.
Frequentou a Faculdade de Matemática da Universidade de Coimbra, onde se matriculou a 15 de Outubro de 1886 e de que saiu Bacharel, e a Faculdade de Filosofia da mesma Universidade a partir de 2 de Outubro de 1888. Apesar de não constar no índice de exames, terá concluído o curso de Direito na primeira metade dos anos de 1890.
Foi Jornalista.
Eleito às Cortes pelo Círculo Eleitoral de Santarém, N.º 18, pelo Ribatejo, em Fevereiro de 1905 e em Abril de 1908, concorrendo na lista do Partido Progressista, foi Deputado nas Legislaturas de 1905-1906, de que prestou juramento a 10 de Abril de 1905, e de 1908-1910, de que prestou juramento a 2 de Maio de 1908. Integrou as Comissões Parlamentares de Petições em 1909 e 1910, de Artes em 1909, Interparlamentar de Tarifas em 1909 e de Artes e Indústria em 1910. Foi um dos Secretários da Câmara dos Deputados durante as três primeiras Sessões Parlamentares, Preparatórias, da Sessão Legislativa de 1909, Sessões de 2, 3 e 4 de Março de 1909. A sua actividade como Parlamentar resume-se à participação à Câmara dos Deputados, por parte da Comissão Parlamentar de Petições, que a mesma Comissão Parlamentar se encontrava instalada, e que fora escolhido o Deputado Alfredo Pereira para Presidente e ele próprio para Secretário, na Sessão Parlamentar de 20 de Abril de 1909.
Foi Governador Civil do Distrito de Santarém de 20 de Janeiro a 25 de Junho de 1910.
Casou com Elvira Romana da Conceição Machado Franco (Lisboa, São Nicolau, 9 de Março de 1872 - Lisboa, Mercês, 24 de Outubro de 1930), sem geração.
Em Monarquia, seria Representante do Título de Visconde de Silva Anacoreta.